# Dasylophia ligea
Dasylophia ligea är en fjärilsart som beskrevs av Paul Dognin 1910. Dasylophia ligea ingår i släktet Dasylophia och familjen tandspinnare. Inga underarter finns listade i Catalogue of Life.